# Fegyverszünet napja

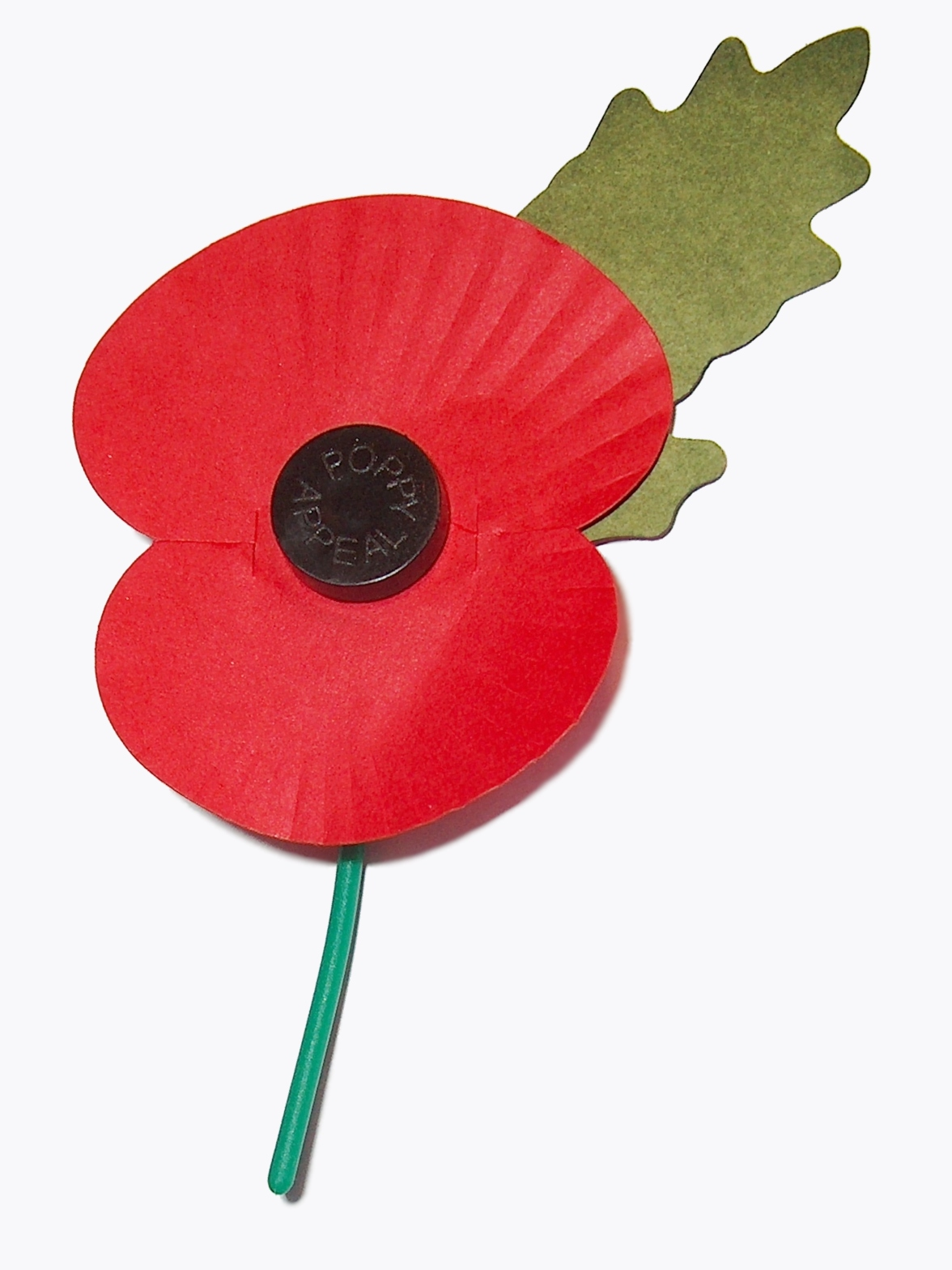
A legjelentősebb veteránszervezet, a Brit Királyi Légió papír pipacs jelvénye, a piros pipacs (Poppy) viselésével az összes – így a napjainkban is zajló - háborúban elesett katonára emlékszik a brit nemzet.

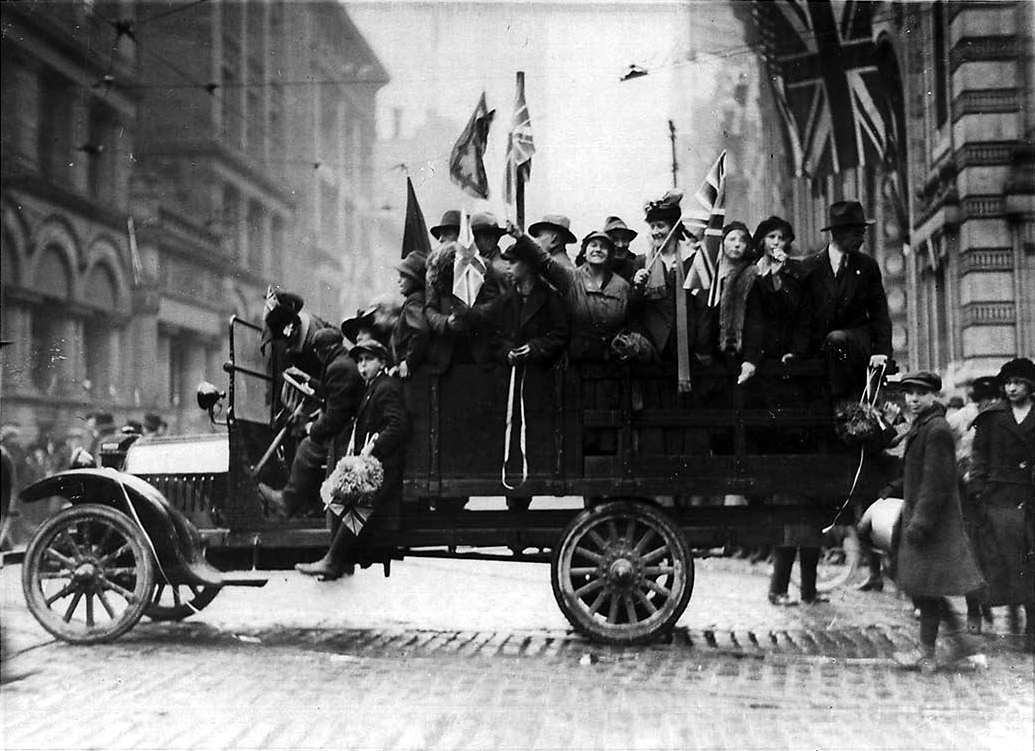
Ünneplés Toronto utcáin 1918-ban a fegyverszünet aláírása után

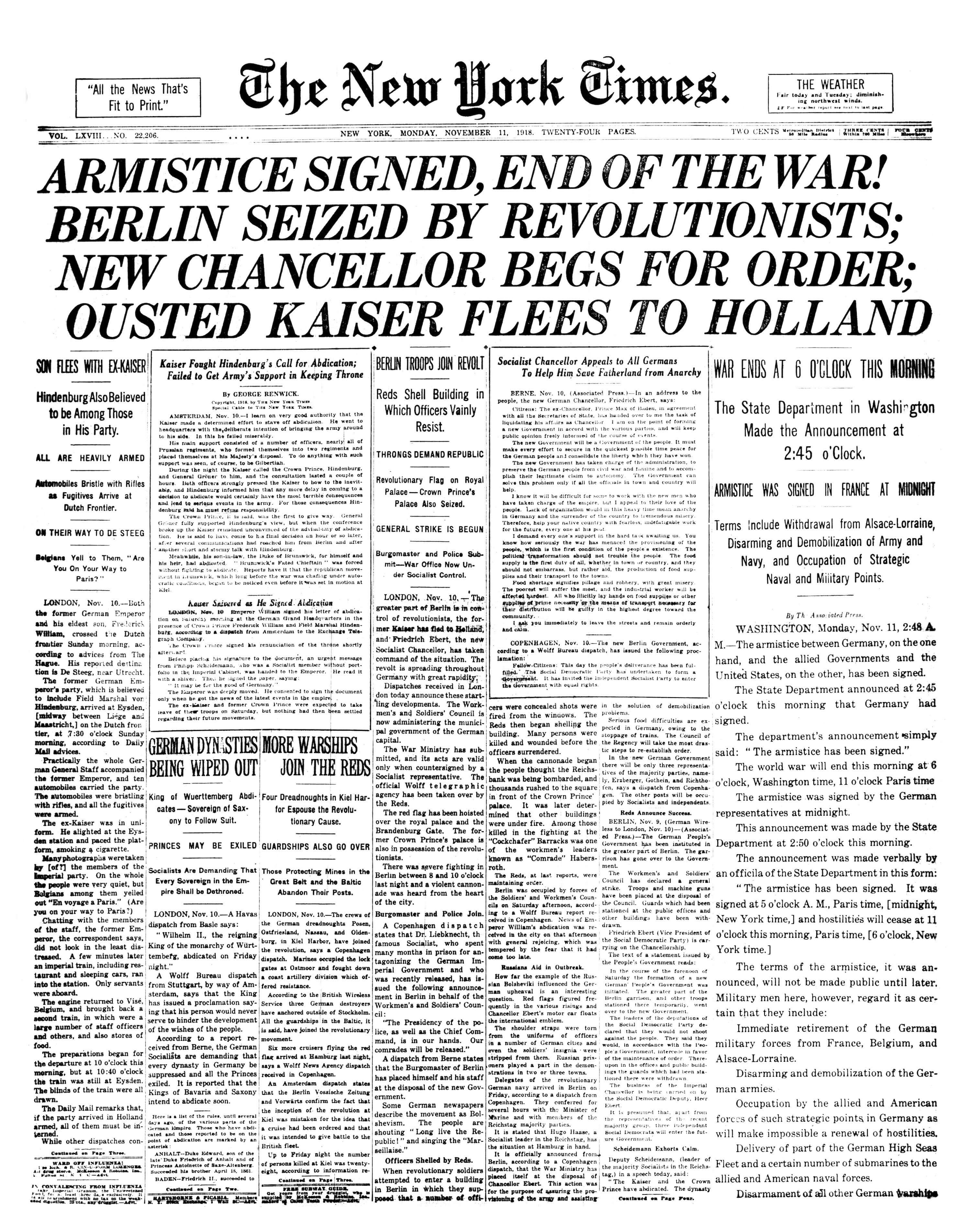
A The New York Times címlapja 1918. november 11-én

A fegyverszünet napját (angolul: Armistice Day, franciául: jour de l’Armistice) minden évben november 11-én tartják az első világháborút lezáró compiègne-i fegyverszüneti egyezmény aláírásának emlékére. A fegyverszüneti egyezményt Németország és a szövetséges hatalmak képviselői 1918. november 11-én írták alá és hivatalosan ekkor (a tizenegyedik hónap tizenegyedik napján 11 órakor) értek véget a harccselekmények a nyugati fronton. A háborús cselekmények ugyanakkor nem értek véget teljesen Oroszország és a volt Oszmán Birodalom területén.

## Története
Ezt a napot a szövetséges hatalmak többsége ünnepnappá nyilvánította, hogy így emlékezzenek meg az első világháborúban szolgált katonákról és a hősi halottakról. Az egyik kivétel Olaszország, ahol az első világháború végét november 4-én ünneplik, a padovai fegyverszüneti egyezmény aláírásának napján.
A második világháború után a fegyverszünet napja elnevezést a Brit Nemzetközösség országaiban az emlékezés napja (Remembrance Day) váltotta fel, de Franciaország és Belgium továbbra is ezen a néven ünnepli. Az ezen a napon rendezett hivatalos ünnepségeken általában 11 órakor 2 perces néma csönddel emlékeznek arra a közel 20 millió emberre, aki életét vesztette a háborúban, illetve megkoszorúzzák az elesett hősök emlékművét (Nagy-Britanniában ez a Kenotáfium, amely London Westminster kerületében, a kormányzati negyedben, a Whitehall közepén, a Downing Street közelében áll.
Az Egyesült Királyság 1939-ben a kétperces megemlékezést a november 11-éhez legközelebb eső vasárnapra tette át, hogy ne okozzon fennakadást a háborús termelésben. A második világháborút követően a nemzetközösség legtöbb országában szintén a november 11-éhez legközelebb eső vasárnapra tették át a megemlékezéseket és nevét az emlékezés napjára vagy az emlékezés vasárnapjára (Remembrance Sunday) változtatták.

## Megemlékezések

### Egyesült Királyság

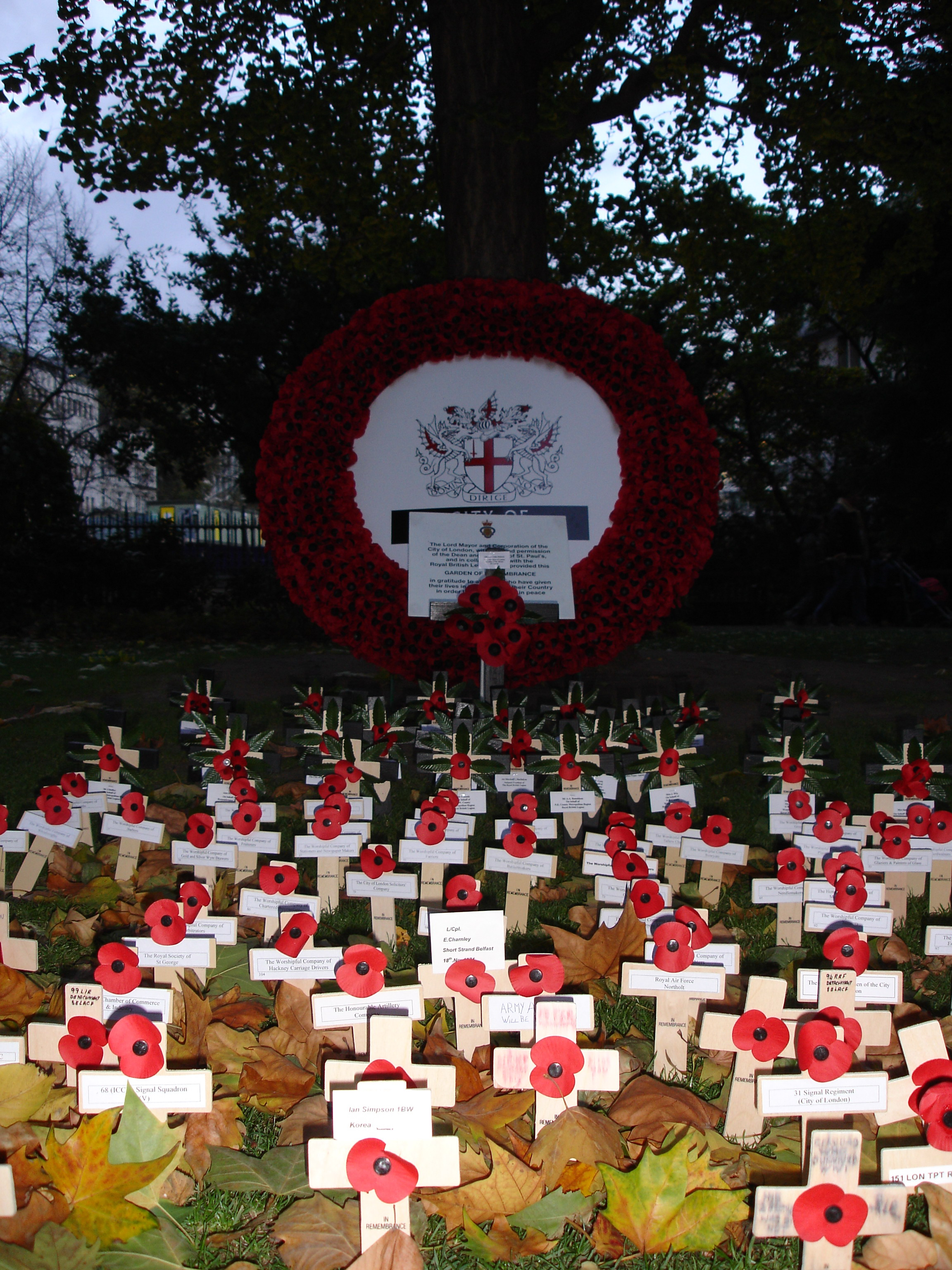
Poppy Day, Londonban pipaccsal ünneplik a háborús áldozatok emléknapját

Napjainkban az Egyesült Királyságban mind a fegyverszünet napja, mind az emlékezés napja hivatalos ünnep, de egyre többen és többen vesznek részt a november 11-i koszorúzáson, amelyet a The Western Front Association alapítvány szervez. Angliában az 1919-ben alakított, a veteránokat és hozzátartozóikat segélyező Brit Légió kezdte el először a szervezet jelképeként használni a pipacsot. Ettől kezdve vált a Brit Birodalomban a piros virág az áldozatok iránti tisztelet és a veteránok támogatásának jelképévé.
A hivatalos ünnepségek Londonban greenwichi idő szerint 11-kor kezdődnek 2 perces néma csönddel, majd megkoszorúzzák a Kenotáfiumot a Whitehall-on. A koszorúzáson általában részt vesz mind a vezérkar főnöke, mind a hadsereg főparancsnoka, mind pedig a védelmi minisztérium vezetője, illetve a királyi család tagjai. Az ünnepségen részt vesznek a Királyi Brit Légió tagjai, illetve a jelenleg is szolgálatot teljesítő katonák.
Hasonló ünnepségeket tartanak az Egyesült Királyság nagyvárosaiban is. A hadisírok gondozásáért felelős nemzetközösségi bizottság (Commonwealth War Graves Commission) képviselői pedig a volt hadszíntereken (Franciaország, Belgium stb.) található katonai temetőkben rendeznek megemlékezéseket.

### Írország
Írországban szintén megemlékeznek a fegyverszünet napjáról, mivel az első világháború alatt önkéntes ír katonák ezrei harcoltak a brit hadseregben. Azonban az ír nacionalisták ellenzik a megemlékezést és 1987-ben a Provisional Irish Republican Army tagjai bombát robbantottak Enniskillen város temetőjében, amikor ott a megemlékezésre összegyűlt a tömeg és 11 embert megöltek.

### Ausztrália
Ausztráliában szintén megemlékeznek a fegyverszünet napjáról, de az ünnepség hivatalos neve az "emlékezés napja" (Remembrance Day). Minden évben november 11-én 11 órakor 1 perces néma csenddel emlékeznek meg az első világháborúban elesett ausztrál katonákról az Australian War Memorial emlékműnél, majd megkoszorúzzák az ismeretlen katona sírját. Emellett az ANZAC nap alkalmával is megemlékeznek a háborúban elesett katonákról.

## Fordítás
- Ez a szócikk részben vagy egészben  az   Armistice Day című angol Wikipédia-szócikk fordításán alapul.  Az eredeti cikk szerkesztőit annak laptörténete sorolja fel. Ez a jelzés csupán a megfogalmazás eredetét és a szerzői jogokat jelzi, nem szolgál a cikkben szereplő információk forrásmegjelöléseként.